# Modena Football Club 1931-1932
Questa voce raccoglie le informazioni riguardanti il Modena Calcio nelle competizioni ufficiali della stagione 1931-1932.

## Rosa
| N. |                   | Ruolo | Calciatore         |
| -- | ----------------- | ----- | ------------------ |
|    | Italia (bandiera) | P     | Arturo Policaro    |
|    | Italia (bandiera) | P     | Armando Fiorini    |
|    | Italia (bandiera) | P     | Mario Angiolini    |
|    | Italia (bandiera) | D     | Duilio Setti       |
|    | Italia (bandiera) | D     | Zorè Sabbadini     |
|    | Italia (bandiera) | D     | Mario Baraldi      |
|    | Italia (bandiera) | D     | Franco Pincelli    |
|    | Italia (bandiera) | C     | Bruno Dugoni       |
|    | Italia (bandiera) | C     | Giorgio Tedeschini |
|    | Italia (bandiera) | C     | Aldo Aimi          |
|    | Italia (bandiera) | C     | Enrico Engel       |
|    | Italia (bandiera) | C     | Gino Ansaloni      |
|    | Italia (bandiera) | C     | Afro De Pietri     |
|    | Italia (bandiera) | C     | Fausto Barbolini   |

| N. |                   | Ruolo | Calciatore        |
| -- | ----------------- | ----- | ----------------- |
|    | Italia (bandiera) | C     | Nello Tedeschini  |
|    | Italia (bandiera) | C     | Vasco Cavani      |
|    | Italia (bandiera) | A     | Franco Scaramelli |
|    | Italia (bandiera) | A     | Antonio Carnevali |
|    | Italia (bandiera) | A     | Angelo Piccaluga  |
|    | Italia (bandiera) | A     | Venuto Lombatti   |
|    | Italia (bandiera) | A     | Lidio Manzotti    |
|    | Italia (bandiera) | A     | Mario Nicolini    |
|    | Italia (bandiera) | A     | Arrigo Morselli   |
|    | Italia (bandiera) | A     | Antonio Moretti   |
|    | Italia (bandiera) | A     | Otello Subinaghi  |
|    | Italia (bandiera) | A     | Cesare Franchini  |
|    | Italia (bandiera) | A     | Cesare Jones      |
|    | Italia (bandiera) | A     | Pietro Righi      |

## Statistiche

### Statistiche di squadra
| Competizione | Punti | In casa | In casa | In casa | In casa | In casa | In casa | In trasferta | In trasferta | In trasferta | In trasferta | In trasferta | In trasferta | Totale | Totale | Totale | Totale | Totale | Totale | DR  |
| Competizione | Punti | G       | V       | N       | P       | Gf      | Gs      | G            | V            | N            | P            | Gf           | Gs           | G      | V      | N      | P      | Gf     | Gs     | DR  |
| ------------ | ----- | ------- | ------- | ------- | ------- | ------- | ------- | ------------ | ------------ | ------------ | ------------ | ------------ | ------------ | ------ | ------ | ------ | ------ | ------ | ------ | --- |
| Serie A      | 22    | 17      | 7       | 8       | 2       | 30      | 18      | 17           | 0            | 0            | 17           | 11           | 69           | 34     | 7      | 8      | 19     | 41     | 87     | -46 |

### Statistiche dei giocatori
| Giocatore          | Serie A  | Serie A |
| Giocatore          | Presenze | Reti    |
| ------------------ | -------- | ------- |
| A. Aimi            | 20       | 1       |
| M. Angiolini       | 1        | -3      |
| G. Ansaloni        | 5        | 0       |
| M. Baraldi         | 13       | 0       |
| F. Barbolini       | 3        | 1       |
| A. Carnevali       | 27       | 11      |
| V. Cavani          | 1        | 0       |
| A. De Pietri       | 3        | 1       |
| B. Dugoni          | 31       | 0       |
| E. Engel           | 7        | 0       |
| A. Fiorini         | 9        | -21     |
| C. Franchini       | 6        | 0       |
| C. Jones           | 5        | 0       |
| V. Lombatti        | 20       | 5       |
| L. Manzotti        | 17       | 1       |
| A. Moretti         | 8        | 1       |
| A. Morselli        | 10       | 3       |
| M. Nicolini        | 13       | 0       |
| A. Piccaluga       | 27       | 6       |
| F. Pincelli        | 1        | 0       |
| A. Policaro        | 24       | -63     |
| P. Righi           | 4        | 1       |
| Z. Sabbadini       | 22       | 0       |
| F. Scaramelli      | 31       | 8       |
| D. Setti           | 27       | 0       |
| O. Subinaghi       | 7        | 1       |
| G. Tedeschini (I)  | 29       | 0       |
| N. Tedeschini (II) | 3        | 0       |